# Raffai Sarolta
Raffai Sarolta (Kecel, 1930. május 23. – Kalocsa, 1989. szeptember 20.) magyar író, költő, pedagógus, országgyűlési képviselő.

## Életpályája
Kalocsán kapott tanári oklevelet 1950-ben. Tagja volt a Hetek nevű költői csoportosulásnak. 1966-tól jelentek meg művei. 1968-ig oktatott Páhiban, Kecelen, Császártöltésen és Uszódon. 1968–1972 között könyvtárosként dolgozott szintén Kalocsán. 1971–1985 között országgyűlési képviselő volt (Bács-Kiskun Megye). 1972–1978 között a Forrás folyóirat versrovatát vezette. 1975-1980 között az országgyűlés alelnöke volt. 1979–1981 között a Petőfi Irodalmi Múzeum igazgatója volt. 1983-ban nyugdíjba vonult.
Műveit a realisztikus társadalomábrázolás igénye táplálta, publicisztikus hevület fűtötte. Főként női sorsokat ábrázolt.

## Színházi bemutatói
A Színházi adattárban regisztrált bemutatóinak száma: 15; ugyanitt kilenc, előadásáról készült felvétel is látható.
Nevével először az Irodalmi Színpad két összeállításában találkozhatott a közönség (Tiszta szóval - 1963. július 1; Mindenért felelős vagyok - 1967. április 10.).
Drámaírónként Kecskeméti Katona József Színházban debütált. A nagy visszhangzott keltő dráma címe: Egy szál magam. A Pethes György által rendezett darab ősbemutatójának időpontja: 1967. december 8. Néhányan a parádés szereposztásból: Dévai Kamilla, Szilágyi Tibor, Forgács Tibor, Fekete Tibor, Mojzes Mária, Piróth Gyula, Szabó Tünde, Major Pál.
További ősbemutatók
- Diplomások. (Kecskeméti Katona József Színház - 1969. március 14.; rendező: Pethes György)
- Utolsó tét. (Nemzeti Színház - Katona József Színház - 1971. január 22.; rendező: Babarczy László)
- Vasderes. (Kecskeméti Katona József Színház - 1975. február 28.; rendező: Miszlay István)

## Művei
- Részeg virágzás (versek, 1966)
- Egyszál magam (regény, 1967, dráma, 1968)
- Diplomások (dráma, 1969)
- Rugósoron (novellák, 1971)
- Utolsó tét (dráma, 1972)
- Morzsahegyek (regény, 1974)
- Egyszeri kaland (elbeszélés, 1975)
- Ne félts, ne félj (versek, 1975)
- Vasderes (összegyűjtött drámák, 1977)
- Jöhetsz holnap is (regény, 1978)
- Legyen krizantém (novellák, 1979)
- Menekülők (regény, 1981)
- Föld, ember, folyó (regény, 1983)
- Didergő ének (versek, 1985)
- Megtartó szerelem (regény, 1987)
- Asszonyok a Virág utca négyben (regény, 1988)